# Římskokatolická farnost Frantoly
Římskokatolická farnost Frantoly je zaniklým územním společenstvím římských katolíků v rámci prachatického vikariátu českobudějovické diecéze.

## O farnosti

### Historie
Plebánie ve Frantolech byla zřízena v roce 1360. Po Bílé hoře plebánie zanikla a Frantoly se staly filiálkou Chrobol. Roku 1796 byla v místě zřízena lokálie, v roce 1862 byla obnovena samostatná farnost. Po polovině 20. století přestal být do farnosti ustanovován sídelní duchovní správce. Matriční knihy jsou vedeny od roku  1756.

#### Duchovní správa
Přehled známých duchovních správců:
- do 1360 P. Mikuláš († 1360)
- od 1360 P. Michal
- 1395 P. Hostislav
- od 1401 P. Dětřich
- Achatius Cäsar, nekatolický kněz
- 1624 Vincent Votík

... (správa z Chrobol)
- 1796–1802 P. Dominik Hostovský
- 1802–1806 P. Jakub Finger
- 1806–1810 P. Filip Reiner
- 1810–1814 P. Alois Žižka
- 1814–1815 P. Jan Ledecký
- 1815–1823 P. Václav Podaný
- 1823–1830 P. Karel Ortner
- 1830–1836 P. Karel Šťastný
- 1837–1850 P. Kašpar Kohout
- 1850–1862 P. Antonín Dušek
- 1862–1865 P. Josef Brunner
- 1865–1868 P. Petr Roztočil
- 1868–1879 P. Šimon Zwetter
- 1879–1887 P. Karel Geringer
- 1888–1909 P. František Šílený
- 1909–1930 P. Antonín Tůma
- 1930–1937 P. Bedřich Plojhar
- 1937–1938 P. František Freibüchler
- 1939 P. Josef Dichtl z Chrobol, administrátor, Richard Wagner
- 1940–1946 Leo Nebl, poslední sídelní duchovní správce
- po 1946 farnost spravovaná excurrendo z Vitějovic, později z Prachatic
- do října 2008 R. D. Piotr Pytel, excurrendo ze Lhenic
- 2008–2017 R.D. Mgr. Josef Sláčík, excurrendo z Prachatic
- od 2017 P. Mgr. Petr Plášil

Před svým zrušením byla farnost Frantoly excurrendo spravována z farnosti Prachatice, která se po zrušení farnosti stala od 1. ledna 2020 jejím právním nástupcem.

## Kostely a kaple farnosti
| Fotografie | Kostel                         | Místo    | Bohoslužba            | Bohoslužba  | Poznámka            |
| ---------- | ------------------------------ | -------- | --------------------- | ----------- | ------------------- |
|            | Kostel svatého Filipa a Jakuba | Frantoly | první neděle v měsíci | 11.00       | bývalý farní kostel |
|            | Kaple                          | Lažišťka | neslouží se           | neslouží se | obecní kaple        |